# ده‌لر (کنگاور)
ده‌لُر، روستایی از توابع بخش مرکزی شهرستان کنگاور در استان کرمانشاه ایران است. 

## جمعیت
این روستا در دهستان خزل غربی قرار دارد و براساس سرشماری مرکز آمار ایران در سال ۱۳۸۵، جمعیت آن ۱٬۰۴۷ نفر (۲۴۱ خانوار) بوده‌است.